# Immortal (álbum de Michael Jackson)
Immortal é o álbum de remixes gravado originalmente pelo cantor, compositor e multi-instrumentista Michael Jackson e também pelo Grupo The Jackson 5, foi lançado em 21 de Novembro de 2011. A compilação de músicas remixadas foi trilha sonora da turnê mundial The Immortal World Tour do Cirque du Soleil em homenagem a Michael. O CD já vendeu 250 mil de cópias, segundo o site de vendas ''Media Traffic''. Até o momento, não recebeu nenhum disco de prata (UK), ouro, platina, multi platina ou diamante.

## Antecedentes
Em 03 de outubro de 2011, a Sony Music Entertainment anunciou que mais de 40 gravações originais de Michael foram remixadas por Justin Timberlake e Kevin Antunes (produtor de Rihanna) ao longo de um trabalho de anos no estúdio, sendo liberados pela Epic Records em conjunto com o espólio de Michael Jackson. Apesar de mais de 60 canções serem usadas para a The Immortal World Tour, apenas 22 canções foram escolhidas para compor o álbum.

## Promoção
A faixa de estréia intitulada Immortal Megamix, foi composto por quatro dos maiores sucessos de Michael "Can You Feel It", "Don't Stop 'Til You Get Enough", Billie Jean, e Black Or White. A faixa foi revelada no site oficial da AOL Music em 31 de Outubro de 2011, logo depois sendo disponibilizada no site oficial e na página do Facebook de Michael. Em 01 de novembro de 2011, a faixa foi disponilizada para download digital no iTunes e amazon.com.

## Faixas
| N.º            | Título | Duração |  |
| 1.             | "Workin' Day And Night (Immortal Version)"                                                                       | 3:36    |  |
| 2.             | "The Immortal Intro (Immortal Version)"                                                                          | 3:07    |  |
| 3.             | "Childhood (Immortal Version)"                                                                                   | 4:35    |  |
| 4.             | "Wanna Be Startin' Somethin' (Immortal Version)"                                                                 | 3:07    |  |
| 5.             | "Dancing Machine/Blame It On The Boogie (Immortal Version)"                                                      | 4:49    |  |
| 6.             | "This Place Hotel (Immortal Version)"                                                                            | 2:08    |  |
| 7.             | "Smooth Criminal (Immortal Version)"                                                                             | 1:59    |  |
| 8.             | "Dangerous (Immortal Version)"                                                                                   | 2:41    |  |
| 9.             | "The Jackson 5 Medley: I Want You Back/ABC/The Love You Save (Immortal Version)"                                 | 3:45    |  |
| 10.            | "Speechless/Human Nature (Immortal Version)"                                                                     | 3:18    |  |
| 11.            | "Is It Scary/Threatened (Immortal Version)"                                                                      | 5:05    |  |
| 12.            | "Thriller (Immortal Version)"                                                                                    | 3:32    |  |
| 13.            | "You Are Not Alone/I Just Can't Stop Loving You (Immortal Version)"                                              | 6:07    |  |
| 14.            | "Beat It/State of Shock (Immortal Version)"                                                                      | 3:09    |  |
| 15.            | "Jam (Immortal Version)"                                                                                         | 2:37    |  |
| 16.            | "Planet Earth/Earth Song (Immortal Version)"                                                                     | 4:04    |  |
| 17.            | "They Don't Care About Us (Immortal Version)"                                                                    | 3:36    |  |
| 18.            | "I'll Be There (Immortal Version)"                                                                               | 1:53    |  |
| 19.            | "Immortal Megamix: Can You Feel It/Don't Stop 'Til You Get Enough/Billie Jean/Black Or White (Immortal Version)" | 9:09    |  |
| 20.            | "Man In The Mirror (Immortal Version)"                                                                           | 4:17    |  |
| Duração total: | Duração total:                                                                                                   | 1:16:34 |  |

## Desempenho nas Paradas
| Paradas (2011)                    | Maior posição |
| --------------------------------- | ------------- |
| Australian Albums Chart           | 43            |
| Austrian Albums Chart             | 29            |
| Belgian Albums Chart (Flanders)   | 13            |
| Belgian Albums Chart (Wallonia)   | 17            |
| Dutch Albums Chart                | 17            |
| French Albums Chart               | 42            |
| German Albums Chart               | 23            |
| Italian Albums Chart              | 13            |
| Japanese Albums Chart (Billboard) | 9             |
| Japanese Albums Chart (Oricon)    | 11            |
| New Zealand Albums Chart          | 35            |
| Norwegian Albums Chart            | 34            |
| Spanish Albums Chart              | 16            |
| Swedish Albums Chart              | 59            |
| Swiss Albums Chart                | 17            |
| UK Albums Chart                   | 65            |
| US Billboard 200                  | 24            |
| US Top R&B/Hip-Hop Albums         | 5             |